# Kristofer Sinding-Larsen
Kristofer Andreas Lange Sinding-Larsen, född den 3 april 1873 i Kristiania (nuvarande Oslo), död där den 26 december 1948, var en norsk målare, son till Alfred Sinding-Larsen, bror till Christian Magnus Sinding-Larsen, Birger Fredrik Sinding-Larsen och Holger Sinding-Larsen, far till Henning Sinding-Larsen. 
Sinding-Larsen blev student 1891, studerade i konst- och hantverksskolan 1893–94 och för Harriet Backer samt 1895-98 i Italien och därefter i Paris. Närmast påverkad av Zahrtmann och Rohde tog Sinding-Larsen sin utgångspunkt i italienskt ungrenässansmåleri, strävade efter dekorativ hållning, fast teckning och formens skönhet. Han målade figurtavlor, porträtt och landskap.